# Otis Howard Green
Otis Howard Green (* 11. Dezember 1898 in Monroe, Michigan; † 22. April 1978) war ein US-amerikanischer Romanist und Hispanist.

## Leben und Werk
Green verbrachte einen Teil seiner Kindheit in Kuba. Er studierte an der Pennsylvania State University. Dann promovierte er an der University of Pennsylvania bei James Pyle Wickersham Crawford mit der Arbeit The life and works of Lupercio Leonardo de Argensola (Philadelphia 1927, spanisch Zaragoza 1945) und lehrte an der gleichen Universität, von 1939  bis 1968 als Professor.

Green war 1968 Präsident der Modern Language Association. 

## Weitere Werke
- Courtly love in Quevedo, Boulder 1952, Ann Arbor 1991 (spanisch Zaragoza 1955)
- Spain and the Western tradition. The Castilian mind in literature from El Cid to Calderón, 4 Bde.,  Madison/London  1963–1968 (spanisch Madrid 1969)